# Swansboro (Karolina Północna)
Swansboro – miasto w Stanach Zjednoczonych, w stanie Karolina Północna, w hrabstwie Onslow.